# Orizarska reka
Orizarska reka (makedonski: Оризарска Река) ili Masalnica je mala rijeka u istočnoj Makedoniji, desni pritok rijeke Bregalnice. 
Orizarska reka nastaje spajanjem Bele i Crne reke kod sela Rečana. Potom rijeka teče kroz usku kotlinu sela Orizara, a zatim kroz Kočansku dolinu (Kočansko pole)gdje mijenja karakter i postaje mirni ravničarski vodotok. U Kočanskoj dolini rijeka poznata je pod imenom - Masalnica.
Orizarska reka ima prosječni visinski pad od 39,5%.
Planira se izgradnja brane i akumulacijskog jezera na Orizarskoj reci, kod sela Rečana, to jezero trebalo bi sakupiti 22 milijuna m3 vode, koja bi služila za piće i navodnjavanje. U sklopu ovog projekta izgradile bi se i tri male hidrocentale.

## Vanjske poveznice
|  | Zajednički poslužitelj ima još gradiva o temi Orizarska reka |